# 心叶柳叶箬
心叶柳叶箬（学名：Isachne truncata var. cordata）为禾本科柳叶箬属下的一个变种。变种名cordata意为心形的。